# 早瀬大橋
早瀬大橋（はやせおおはし）は、広島県江田島市の東能美島と、呉市の倉橋島を結ぶ道路橋である。1973年全建賞道路部門受賞。

## 概要
1973年に完成した国道487号筋のトラス橋。呉市音戸町（旧安芸郡音戸町）と江田島市大柿町（旧佐伯郡大柿町）を結ぶ唯一の橋である。呉市本土と倉橋島の間は音戸大橋で結ばれていたため、この橋は江田島市と本土を結ぶ重要な橋である。
1961年、呉市本土と倉橋島が音戸大橋で結ばれると、江田島住民により「次は早瀬瀬戸にも橋を」と機運が高まり、1963年、住民による「10円募金運動」が始まり、当時で300万円にも達した。また江田島には、海上自衛隊の教育機関である幹部候補生学校や第1術科学校と存在し、橋ができることにより海自呉基地関連施設と陸続きになる面もあった。県はこの募金運動に配慮し国庫補助による架橋を決定、1967年から事業を始めることとなり、早瀬大橋開通に至った。

## 構造

### 諸元
- 路線名 : 国道487号[2]
- 橋長 : 623.5 m[1]
- 最大支間長 : 222 m[1]
- 幅員 : 車道5.5 m + 歩道3.0 m[1]
- 航路限界 : 36.0 m[1][2]
- 橋種 : 3径間連続下曲弦プラットトラス橋[1]

### 特徴
この海峡は、一日平均400隻航行と通行量が多く、通行する船も漁船や大型船舶のみならず立地の関係から海自呉基地の所属艦も通るため、高さ36.0 m×幅200 m以上の航路空間を確保しなければならないことになり、結果長大橋として架橋することが決まり、施工における技術的な問題や景観性など配慮したことによりトラス橋とすることになった。なお長大トラス橋としては、天門橋・境水道大橋に次ぐ全国3例目である。
施工に関して幾つか工夫がなされた。上部工架設に際し中間部は、当初張り出し架設を検討していたが季節風の強い時期だったため危険と判断され、代わりに台船＋フローティングクレーンで架橋する「大ブロック架設工法」をトラス橋としては初めて行った。橋脚基礎はニューマチックケーソンを採用したが、1基のみ海底に硬い岩盤が露出していたため掘削せず岩着するという、世界的に見ても珍しい工法をとっている。

## ギャラリー

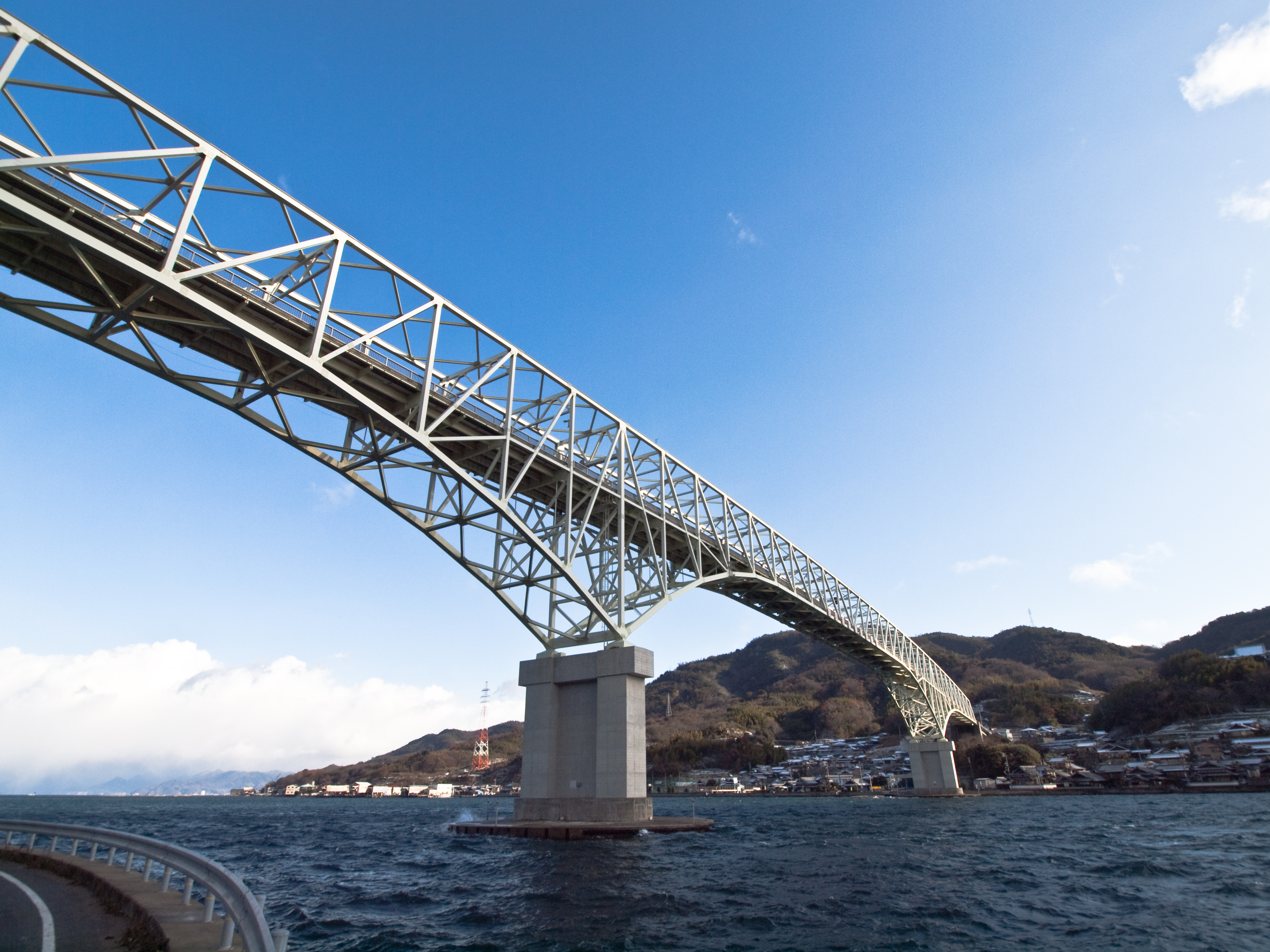
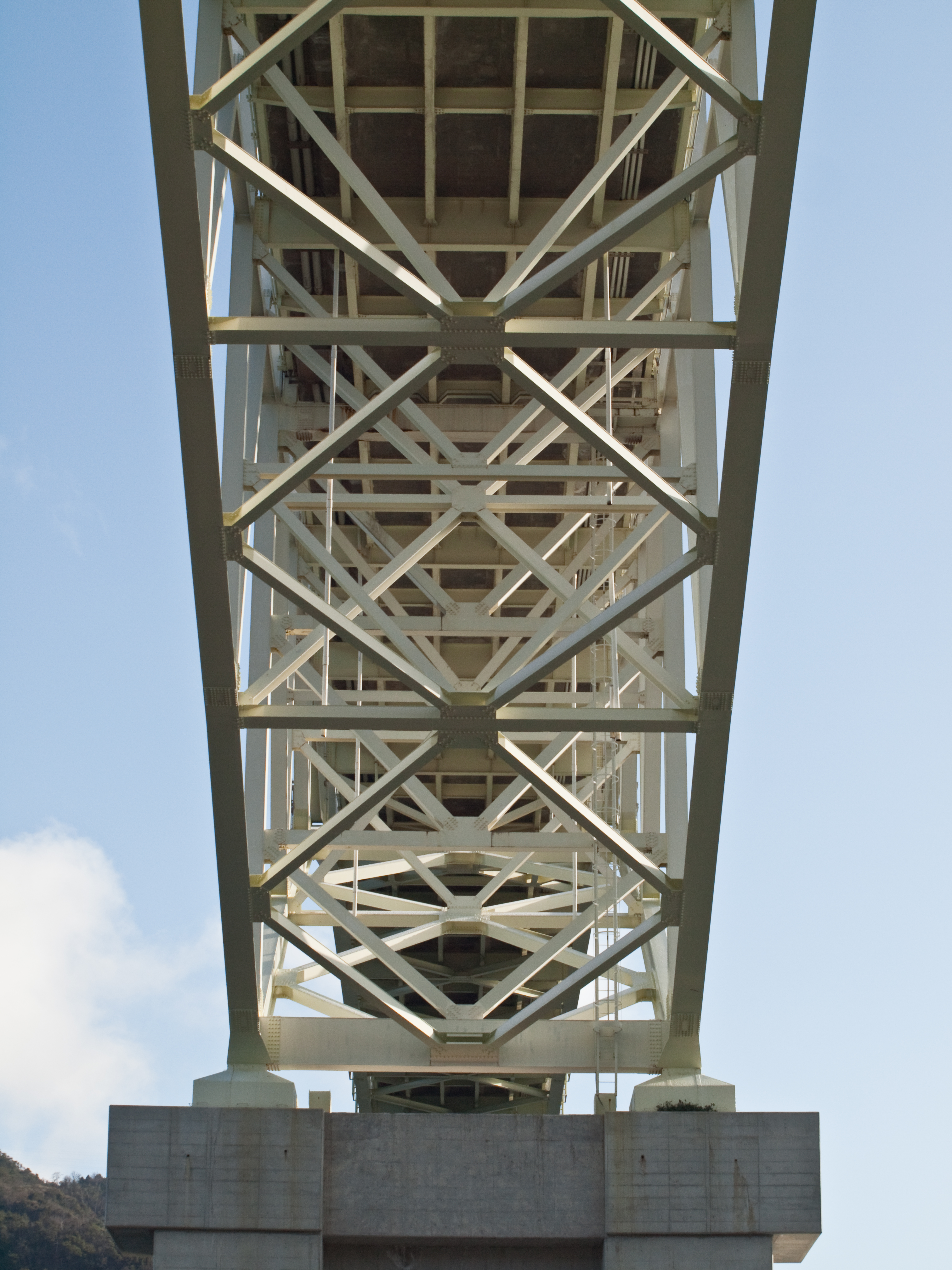
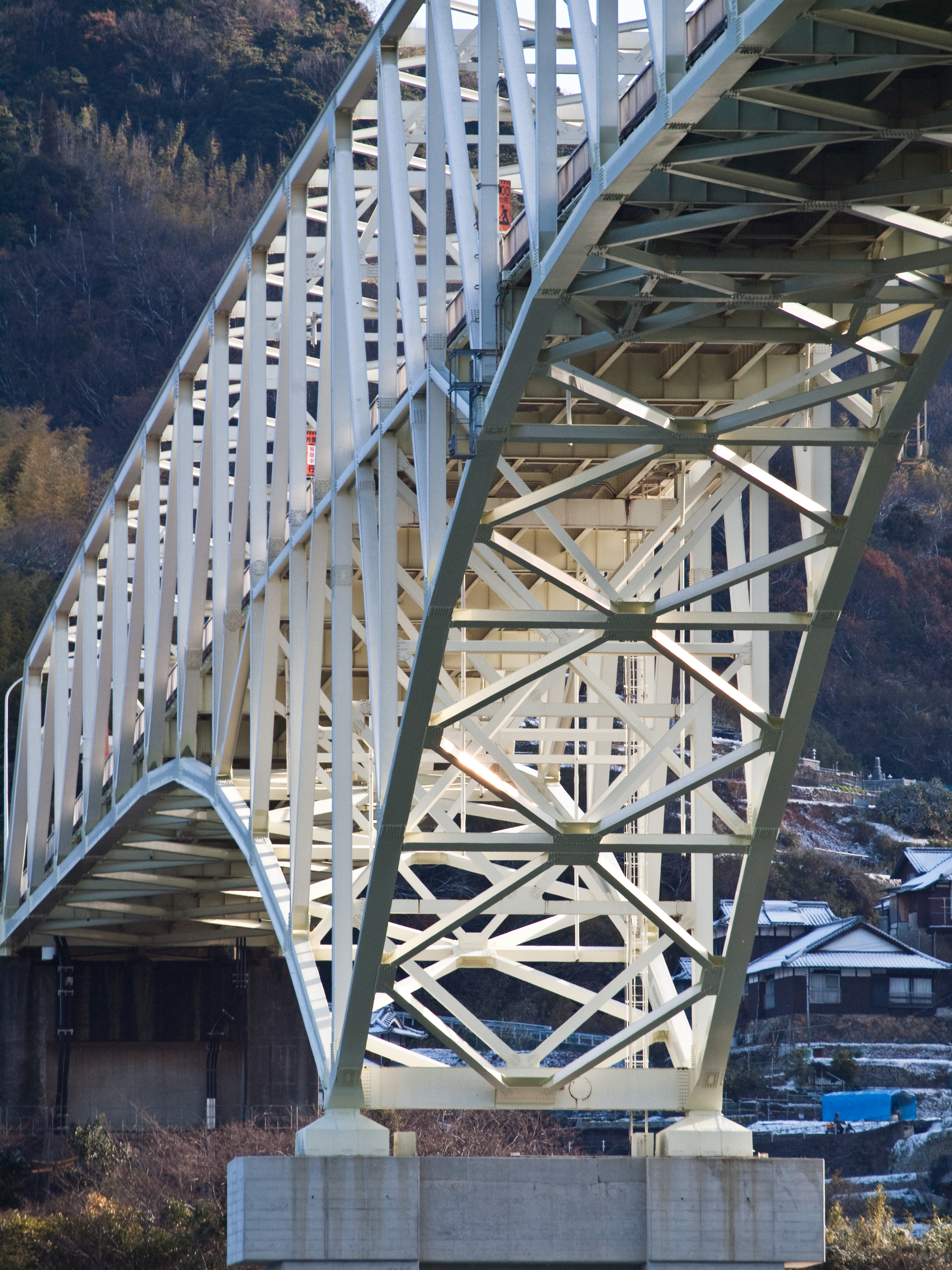

## 参考資料
- 早瀬大橋 - 江田島市
- 早瀬大橋 - ひろしま観光ナビ